# یواس‌اس آنی (۱۸۶۳)
یواس‌اس آنی (۱۸۶۳) (به انگلیسی: USS Annie (1863)) یک کشتی بود که طول آن ۴۶ فوت ۲ اینچ (۱۴٫۰۷ متر) بود.